# Martha Kelly
Martha Kelly (Torrance, 24 febbraio 1968) è un'attrice statunitense, nota principalmente come coprotagonista nella serie televisiva Baskets e come membro del cast in Euphoria, per la cui interpretazione ha ricevuto una candidatura agli Emmy Award come miglior attrice ospite in una serie drammatica.

## Carriera
Ha iniziato la sua carriera come cabarettista e comica presso alcuni show televisivi statunitensi tra cui al Late Night with Conan O'Brien, The Half Hour e Premium Blend del canale TV Comedy Central, Last Comic Standing della NBC e The Late Late Show with Craig Ferguson.
Dopo molti anni di cabaret, nel gennaio 2016 ha esordito come attrice televisiva recitando insieme a Zach Galifianakis nella serie Baskets in onda su FX. 
Nel 2022 ha ricevuto una candidatura agli Emmy per il suo ruolo nella serie Euphoria in onda su HBO.

## Filmografia parziale

### Cinema
- Storia di un matrimonio (Marriage Story), regia di Noah Baumbach (2019)
- Animali da ufficio (Corporate Animals), regia di Patrick Brice (2019)
- Una torta per l'uomo giusto (Sitting in Bars with Cake), regia di Trish Sie (2023)
- Coyote vs. Acme, regia di Dave Green (2026)

### Televisione
- Baskets - serie TV, 40 episodi (2016-2018)
- Euphoria - serie TV, 3 episodi (2022)
- Hacks - serie TV, 2 episodi (2022)
- Gaslit - serie TV, 5 episodi (2022)

### Doppiaggio
- Carol e la fine del mondo (2023) – voce di Carol Kohn

## Doppiatrici italiane
Nelle versioni in italiano delle opere in cui ha recitato, Martha Kelly è stata doppiata da:
- Stefanella Marrama in Storia di un matrimonio
- Tiziana Avarista in Una torta per l'uomo giusto

Da doppiatrice, è sostituita da:
- Roberta Pellini in Carol e la fine del mondo